# Vœux présidentiels du 31 décembre en France
Les vœux présidentiels du 31 décembre sont prononcés le 31 décembre par le président de la République française au cours d'une allocution à l'occasion du réveillon de la Saint-Sylvestre et du passage à la nouvelle année, diffusée à la télévision française.
De façon générale, cette allocution télévisée annuelle est prononcée au palais de l'Élysée, siège de la présidence de la République et résidence officielle du chef de l'État à Paris. Les vœux présidentiels permettent ainsi au président de la République de faire le point sur la situation économique, politique et sociale de l'année écoulée, de faire part de sa vision globale de la France et du monde et de ses souhaits pour l'année à venir.
Depuis le début de la Ve République, ce rendez-vous présidentiel face aux Français fait figure d'événement incontournable de la vie politique française. Après cette allocution le président de la République a pour habitude de présenter, dans les trois premières semaines de janvier, entre six et treize vœux en janvier aux différentes catégories (le corps diplomatique, les corps constitués de l'État, les forces vives, la presse, les assemblées et à la presse).

## Contenu

### Mise en place
La tradition des vœux présidentiels ne s'est réellement établie qu'au début de la Ve République avec le président de la République Charles de Gaulle qui, chaque année, à partir de 1960, proposait aux Français, un bilan complet de l'année déroulée et faisait part de ses souhaits à l'intention de l'année à venir.
Auparavant, sous la IVe République, la présentation des vœux officiels était une tradition tenue par le président du Conseil des ministres, sans toutefois que cela soit systématique, le président de la République ne s'exprimant qu'occasionnellement pour cette circonstance, et pas nécessairement le 31 décembre : par exemple, le président Vincent Auriol présentait ses vœux le 6 janvier 1949, quand son successeur, le président René Coty le faisait le 26 décembre 1956).

### La diffusion
Les vœux présidentiels sont habituellement diffusés à 20 heures, simultanément sur les principales chaînes de télévision telles que TF1, France 2, France 3, M6, ou encore France Ô et les chaînes d'informations en continu telles que BFM TV, CNews, ou encore LCI. Sur TF1 et France 2, les journaux télévisés débutent généralement deux ou trois minutes avant la diffusion de l'allocution même si jusqu'aux années 1980, les journaux démarraient après les vœux. Les vœux présidentiels sont enregistrés généralement dans l'après-midi du 31 décembre et diffusés à 20 h précisément. Ce n'est pas tout le temps le cas comme ceux de François Mitterrand en 1988 ou ceux de Nicolas Sarkozy en 2007 qui ont été diffusés en direct.
Généralement, l'allocution dure en moyenne près de 10 minutes et est le plus souvent sous-titrée dans son intégralité. En 2008 et 2009, il n'y a plus de sous-titrage mais un traducteur en langue des signes. Pour les vœux 2010, le sous-titrage traditionnel fait son retour tandis que le traducteur en langue des signes disparaît. Pour les vœux 2013, il n'apparaît ni sous-titrage ni traduction en langage des signes, il en est de même pour les vœux 2015.

### Générique de début
Généralement, la musique du générique utilisée est La Marseillaise, hymne national de la France, accompagnée d'images du frontispice du palais de l'Élysée, siège de la présidence, à l'intérieur duquel est tournée la séquence.
Cependant, La Marseillaise n'a pas tout le temps servi de générique. Ainsi Valéry Giscard d'Estaing ou François Mitterrand ne l'ont pas toujours employé. Par exemple ce dernier a utilisé en 1981 le Gracieusement sans lenteur de Jean-Joseph Mouret, en 1982 un concerto de Jean-Sébastien Bach puis à partir de 1983 et pour le restant de son mandat les premières notes d'Overture to His Majesty's Birthday Ode (Ouverture de l'Ode à l'Anniversaire de Sa Majesté), écrit par William Boyce, compositeur anglais, pour le roi George III. En 1995, le président Jacques Chirac réinstaure La Marseillaise pour les vœux 1996 puis la conservera à chaque présentation des vœux. Ses successeurs Nicolas Sarkozy et François Hollande feront de même durant tout leur quinquennat.
Le président Nicolas Sarkozy utilise toujours la Marseillaise, mais les images diffèrent chaque année. Les vœux 2009 commencèrent par une image de la tour Eiffel éclairée aux couleurs européennes et le drapeau français en plein écran. Le générique des vœux 2010 est composé du drapeau français en plein écran avec se déroulant sur la partie blanche et dans cet ordre : la patrouille de France, une foule d'anonymes agitant des drapeaux, le globe terrestre qui tourne, l'Arc de Triomphe, puis le palais de l'Élysée. Pour les vœux 2011, seul le drapeau français apparaît en plein écran.
Le générique de début comporte généralement l'inscription « Vœux du président de la République » et son nom (ou « Vœux de M. …, président de la République ») et de même pour le générique de fin. Pour les vœux 2010 et 2011, les noms de Nicolas Sarkozy puis François Hollande à partir des vœux 2013, n'apparaissent pas à l'écran avec l'inscription « Vœux de Monsieur le président de la République ». Pour les vœux 2016, le nom de François Hollande réapparait, il est écrit tout en majuscules « Vœux de Monsieur François Hollande Président de la République ».

### Présentation

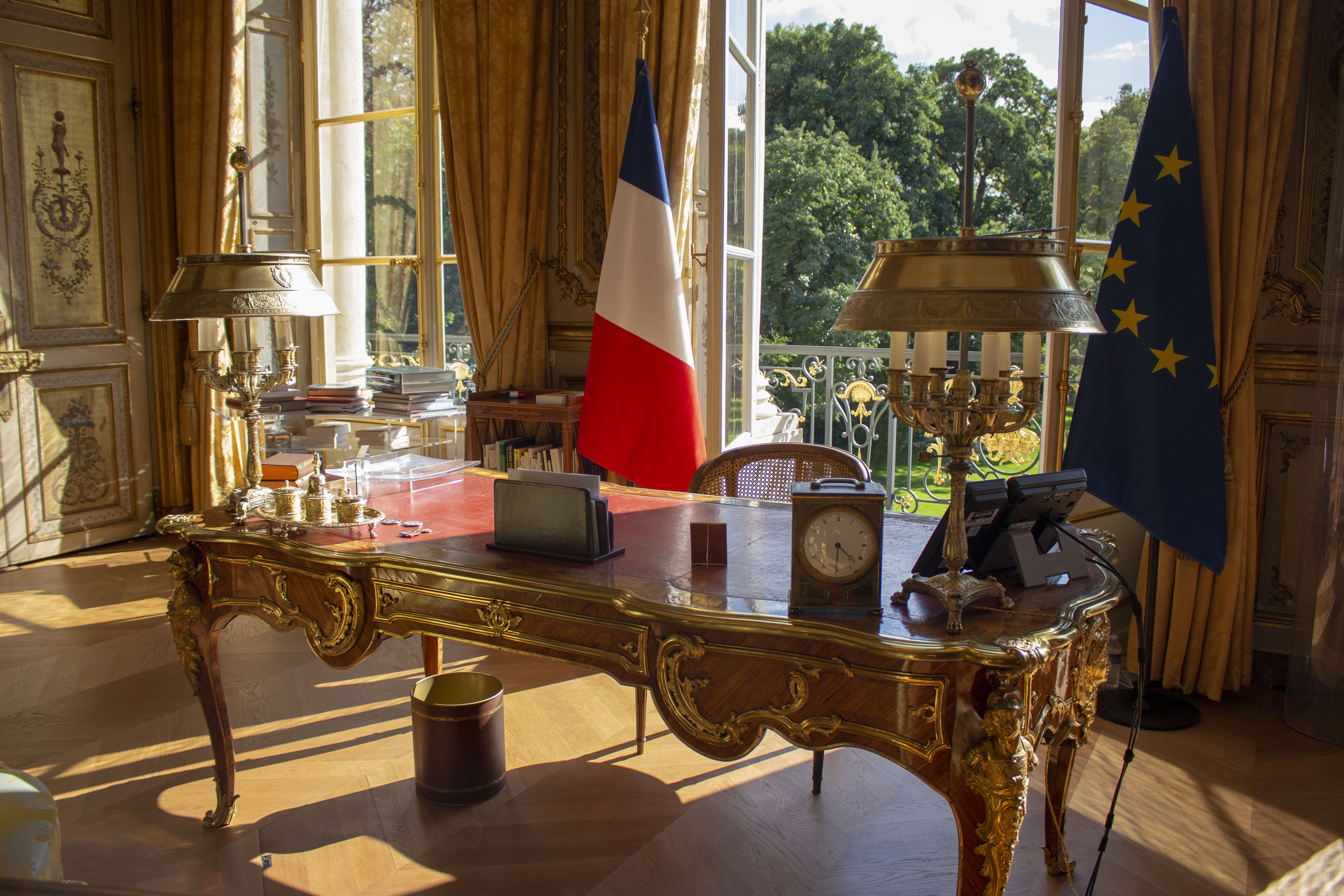
Le bureau du président de la République au Salon doré du palais de l'Élysée.

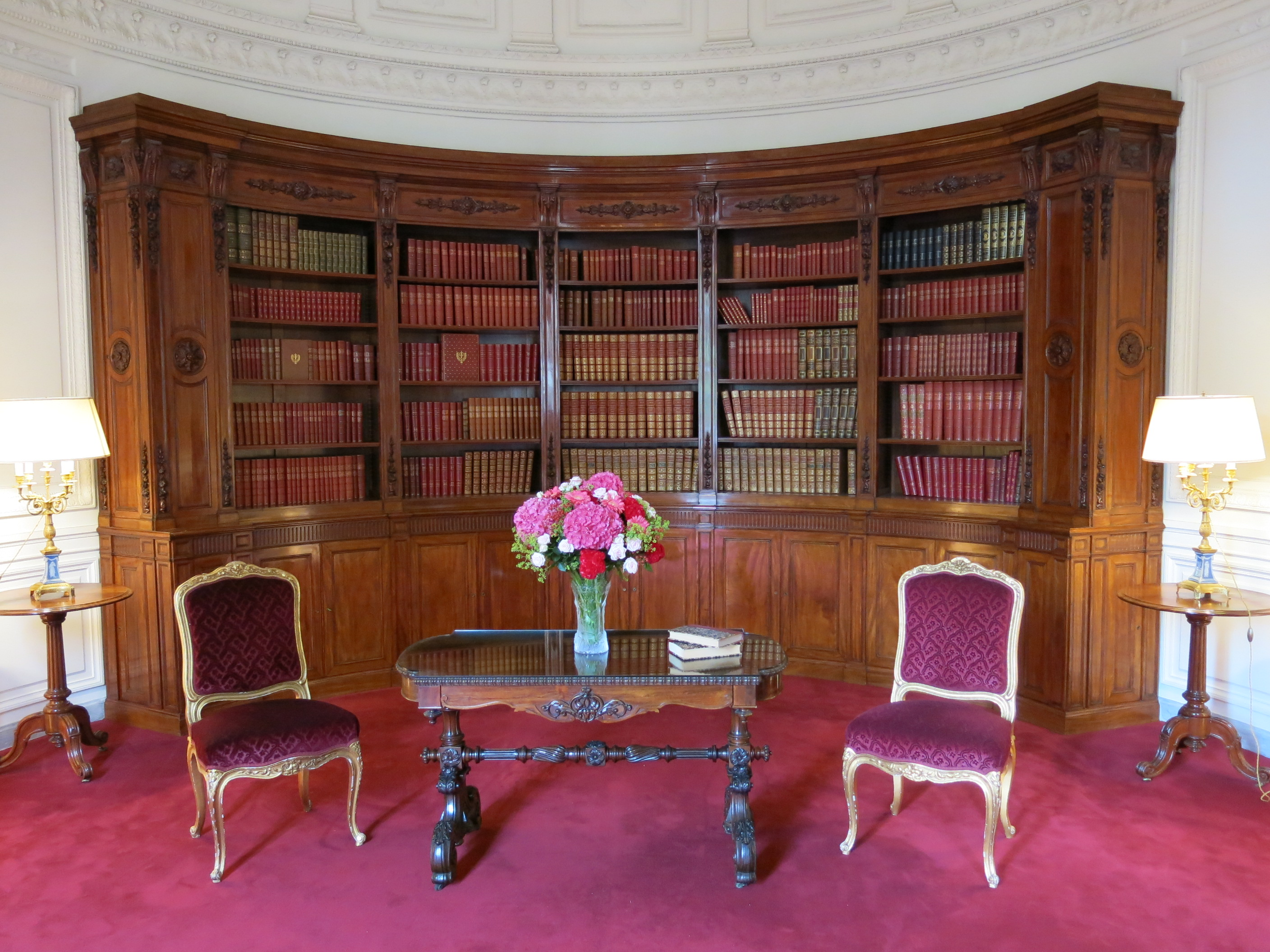
La bibliothèque de l'Élysée, qui accueillit les vœux 2009 de Sarkozy.

De façon générale, les présidents de la République, de Charles de Gaulle à François Mitterrand, ont tenu à présenter leurs vœux aux Français assis, les mains posées sur un bureau, hormis le président Valéry Giscard d'Estaing, qui était assis sur une chaise dorée couverte de soie fine[Quand ?]. À partir de 1997, Jacques Chirac les a plus souvent présentés debout. Après avoir présenté les vœux 2008 assis à son bureau, dans le Salon doré du palais présidentiel, Nicolas Sarkozy présente les vœux 2009 debout, dans la bibliothèque du palais présidentiel dans laquelle ont été prises presque toutes les photos des portraits présidentiels. Pour les vœux 2010 et 2011, Nicolas Sarkozy se trouve également debout. Après avoir présenté ses vœux debout les deux premières années, François Hollande a présenté les vœux 2015 assis à son bureau, puis de nouveau debout pour 2016.
D'autre part, Jacques Chirac les a plus souvent présentés avec vue sur le parc, éveillé par les lumières éclairant l'avenue Gabriel, à la différence des autres présidents, qui ont tous présenté leurs vœux depuis leur bureau, situé dans le Salon doré, ou dans un salon du palais servant comme tel.
Pour les vœux 2010, Nicolas Sarkozy se trouve devant le drapeau français en plein écran. Sur le fond bleu à gauche est situé le drapeau européen ; sur la partie blanche centrale, on devine le palais de l'Élysée. Pour les vœux 2011, Nicolas Sarkozy se trouve devant une image du palais de l'Élysée. Certaines fois, notamment pour les vœux 2014, est inscrite en haut de l'écran, l'adresse du site officiel de l'Élysée : « Élysée.fr ». Pour les vœux 2015, aucune inscription n'apparait à l'écran. Pour les vœux 2016, François Hollande se tient devant un pupitre avec derrière lui les drapeaux français et européens. Sur la pancarte il est écrit : Vœux aux Français avec dessous l'inscription Paris - Jeudi 31 décembre 2015. D'un côté de la pancarte se situe le sigle de l'Élysée, et de l'autre se superposent les drapeaux français et européens.

### Thématiques abordés
Il est souvent remarqué que les derniers vœux du mandat des présidents-candidats font peu références à l'élection présidentielle qui doit suivre malgré une défense discrète du bilan du mandat.

### Fin
Depuis les premiers vœux de Nicolas Sarkozy, ainsi que ceux de François Hollande, sont inscrits dans le générique de fin, le nom du réalisateur, le directeur de la photographie et le chargé de production (ainsi que toute l'équipe technique dont le truquiste pour les vœux 2014). Lorsque l'allocution est terminée, les journaux télévisés et les chaînes d'info en continu reprennent l'antenne et les journalistes commentent les vœux immédiatement après.

## Historique des vœux

### Charles de Gaulle
Acceptant de laisser entrer les caméras de télévision dans le palais de l'Élysée, Charles de Gaulle prononce ses premiers vœux  aux Français en 1959, pour l'année 1960.
- Vœux pour 1962 : Ces vœux sont alors les plus longs (18 minutes), jusqu'à ceux pour 2020[4].
- Vœux pour 1968 : Le 31 décembre 1967, les vœux présidentiels sont retransmis en couleurs pour la première fois (à la suite du passage du noir et blanc à la couleur sur la Deuxième chaîne de l'ORTF le 1er octobre 1967).
- Vœux pour 1969 : Le président fait référence à Mai 68. Il ne sait pas que ce sont ses derniers vœux, il démissionnera quatre mois plus tard à la suite de la victoire du « non » au référendum sur la réforme du Sénat et la régionalisation[5].

### Georges Pompidou
- Vœux pour 1970 : Ces vœux sont les plus courts jusqu'à présent (3 minutes 45)[4].
- Vœux pour 1974 : En introduction, est joué un concerto, à la fin, c'est néanmoins la Marseillaise. Pompidou, physiquement affaibli, fit référence au choc pétrolier et aux craintes futures sur la situation. Il ne sait pas que ce sont ses derniers vœux, il meurt trois mois plus tard[5].

### Valéry Giscard d'Estaing
Il va être celui qui modifiera le plus la formule des vœux. Il ne dira pas le traditionnel « Vive la République ! Vive la France » et fera moult modifications, plus ou moins réussies selon l'opinion.
- Vœux pour 1975 : Il est le premier président à ne pas les présenter depuis son bureau, mais devant un feu crépitant, jambes croisées, et utilise le tutoiement. Il achève par cette conclusion « Adieu donc 1974, et salut à toi, 1975 »[4].
- Vœux pour 1976 : Le président Valéry Giscard d'Estaing y associe son épouse Anne-Aymone[d]. Cette scène, qui se présente autour d'une cheminée où le feu crépite est une première pour la première dame de France, à qui il est offert, pour la première fois de l'histoire de la République, et la seule à ce jour, de s'adresser quasi-officiellement aux Français.
- Vœux pour 1978 : Dès le début, le président déclare que les vœux seront improvisés afin d'être plus proche des Français, se définissant comme « l'un d'entre vous auquel vous avez confié […] la première responsabilité dans la république »[6],[4]. Le générique est la Symphonie concertante pour violon et alto de Mozart[7].
- Vœux pour 1979 : le président s'assoit, avant de prononcer ses vœux[4]. La musique est la Grande symphonie funèbre et triomphale de Berlioz.

### François Mitterrand
- Vœux pour 1982 : François Mitterrand instaure le drapeau français[4] et le sous-titrage pour les sourds et malentendants. Le générique est la Symphonie pour les soupers du Roy de De Lalande.
- Vœux pour 1989 : Fait exceptionnel, Mitterrand s'exprime depuis Strasbourg, en direct, à l'hôtel de Klinglin où siège la préfecture, justifiant la ville et son choix symbolique : là où Rouget de Lisle chanta La Marseillaise pour la première fois (reprise au générique de fin par les chœurs de l'opéra du Rhin), la célébration des 2 000 ans de la ville, reconnue « capitale de l'Europe », les quatre ans de l'accord de Schengen et les quatre ans qui séparent du marché commun ainsi que le bicentenaire de la Révolution qui sera célébré toute l'année. Il introduit à l'occasion le drapeau européen à côté du drapeau français, tradition toujours conservée[4]. Le générique du début est la Symphonie no 5 de William Boyce.
- Vœux pour 1995 : François Mitterrand prononce ses derniers vœux présidentiels, il ne se représente pas, atteint par un cancer dont les stigmates sont visibles. Il évoque la prise d'otage ratée du vol Alger-Paris, résolue une semaine plus tôt. Il ne s'est d'ailleurs pas exprimé ensuite. La phrase, « Je crois aux forces de l'esprit et je ne vous quitterai pas », est restée célèbre.

### Jacques Chirac
Le président emploie La Marseillaise pour le générique, ce sera le cas de tous ses successeurs.
Si en 1995 et en 1996, il est assis dans un bureau, il prononce ses vœux debout dès 1997, derrière un pupitre, par la symbolique du président gardien de l'ordre et des institutions en pleine période de cohabitation. Il fait de même pour les vœux qui suivent.
- Vœux pour 1996 : il critique la politique socialiste du mandat précédent et fait référence aux grèves massives de novembre et décembre 1995 qu'il géra et terminées seulement quelques jours auparavant.
- Vœux pour 2000 : à l'occasion du passage au nouveau millénaire, les vœux sont apolitiques et mettent l'accent sur la solidarité[8].
- Vœux pour 2005 : ces vœux sont décrits comme assez atypiques car une longue introduction concerne le tsunami ayant ravagé le continent asiatique cinq jours plus tôt. De plus, le président annonce un délai pour le référendum sur la constitution européenne, ce qui est là aussi peu habituel[9],[10].
- Vœux pour 2007 : pour la première fois sont inscrits le lieu et la date des vœux en haut et à gauche de l'écran : « L'Élysée, le 31 décembre 2006 ». Jacques Chirac ne fera presque aucune allusion à l'élection présidentielle de 2007 ou à son potentiel statut de candidat, que les observateurs extérieurs avaient jugé comme très improbable.

### Nicolas Sarkozy
- Vœux pour 2008 : pour ses premiers vœux, Nicolas Sarkozy est en direct, assis à son bureau[4], avec en haut de l'écran l'inscription « En direct de l'Élysée ». N'étant plus en direct pour les vœux de l'année d'après (vœux 2009), il est inscrit « Palais de l'Élysée ». Il y prononce son allocution debout.
- Vœux pour 2010 : Nicolas Sarkozy présente ses vœux à la télévision et en direct, sur le site officiel de l'Élysée.
- Vœux pour 2011 : Nicolas Sarkozy présente également ses vœux sur Dailymotion.

### François Hollande
- Vœux pour 2013 : lors de ses premiers vœux, le président annonce quelques réformes qu'il veut mettre en œuvre. Une retiendra surtout l'attention : « l'inversion de la courbe du chômage d'ici à fin 2013 ».
- Vœux pour 2014 : après une année compliquée, le président Hollande présente selon lui des « vœux de combat »[11].
- Vœux pour 2017 : François Hollande avait annoncé plus tôt dans le mois qu'il ne serait pas candidat à l'élection présidentielle de 2017. Teintés de gravité, le président rend hommage aux victimes du terrorisme, critique la droite et défend l'accord de Paris, dénoncés par le futur président américain Donald Trump[12],[13].

### Emmanuel Macron
Le président tient aux vœux de fin d'année, déclarant que c'est une tradition, contrairement à l'interview du 14 juillet.
- Vœux pour 2018 : les vœux ont été enregistrés la veille, en deux prises, sans prompteur[15],[16]. D'une durée de 17 minutes 50, cette allocution est la seconde plus longue talonnant celle de Charles de Gaulle (18 minutes) en 1961.
- Vœux pour 2020 : le chef de l'État défend sa réforme des retraites, alors objet d'une intense contestation sociale et populaire. L'allocution dure 18 minutes, égalant celle de Charles de Gaulle en 1961.
- Vœux pour 2021 : le président évoque longuement la crise du coronavirus et fait l'éloge de plusieurs « héros du quotidien ». Il critique ensuite le Brexit[17].
- Vœux pour 2022 : ces vœux seront marqués par la petite phrase « Qui aurait pu prédire », qui a été très mal reçue dans le monde scientifique[18].

## Analyse
Selon Françoise Finniss-Boursin, professeur à l'École des hautes études en sciences de l'information et de la communication - Celsa, « c'est un moment attendu dans la vie politique française, même si beaucoup de Français considèrent qu'il s'agit d'un aimable bavardage sans intérêt. Quelle que soit l'opinion de chacun, tous les observateurs reconnaissent qu'il s'agit d’un message figé, d'un genre codifié, formel, qui s'apparente à un rite quasi religieux ».

## Notoriété

### Audience
Les vœux d'Emmanuel Macron du 31 décembre 2020 ont été suivis par 17,5 millions de téléspectateurs.

### Dans la culture populaire
Les vœux présidentiels servent de fil rouge à une pièce de théâtre écrite en 1990 par Jean-Louis Benoît : Les Vœux du président.
Dans la nuit du 31 décembre 2002, en partenariat avec l'INA, France 3 a diffusé une Nuit des vœux, rétrospective des vœux présidentiels depuis leur origine.

### Parodies
Les vœux du président de la République ont été souvent parodiés :
- Pierre Desproges et Thierry Le Luron dans le sketch Entretien au coin du feu le 1er janvier 1978. Pierre Desproges campe le rôle d'un journaliste interviewant Thierry Le Luron imitant le président Valéry Giscard d'Estaing.
- En 1988, Karl Zéro diffuse un montage vidéo des vœux de Valéry Giscard d'Estaing dans l'émission Nulle part ailleurs sur Canal+.
- Les Guignols de l'info et les émissions mettant en scène la présipauté du Groland parodièrent souvent les vœux.
- Laurent Gerra a souvent parodié les vœux en imitant les présidents de la République. En 1999, il détourne les vœux dans le sketch En route vers l'an débile en imitant le président Chirac assis à son bureau avec pour toile de fond un décor de « dessin animé ». En 2017, il parodie François Hollande qui présente ses derniers vœux.
- Pour l'année 2009, le Parti communiste français a diffusé sur le Web une version détournée de ceux de 2008, en remplaçant la traduction en langue des signes par la chanson Parole parole interprétée par Dalida[23],[24].
- L'humoriste Bruno Candida détourne les vœux de Nicolas Sarkozy, en 2010.

Il est à noter que les détournements, parodies et montages se sont surtout accrus avec le développement d'Internet et des réseaux sociaux.

## Divers
Plusieurs personnalités politiques, en général les chefs de partis, ont pris l'habitude de présenter leurs propres vœux sur Internet, et ce bien souvent avant ceux du président de la République diffusés à 20 heures.